# Otec i syn
Otec i syn (Отец и сын) è un film del 1936 diretto da Margarita Aleksandrovna Barskaja.